# Khu vực Bắc, Fiji

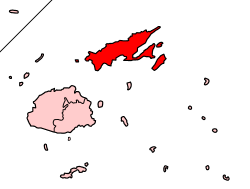
Bản đồ Khu vực Bắc của Fiji

Khu vực Bắc là một trung bốn khu vực hành chính của Fiji. Thủ phủ của khu vực là Labasa.
Khu vực Bắc gồm có 3 tỉnh: Macuata, Cakaudrove, và Bua, và gồm toàn bộ đảo Vanua Levu. 